# رهبنة بوذية

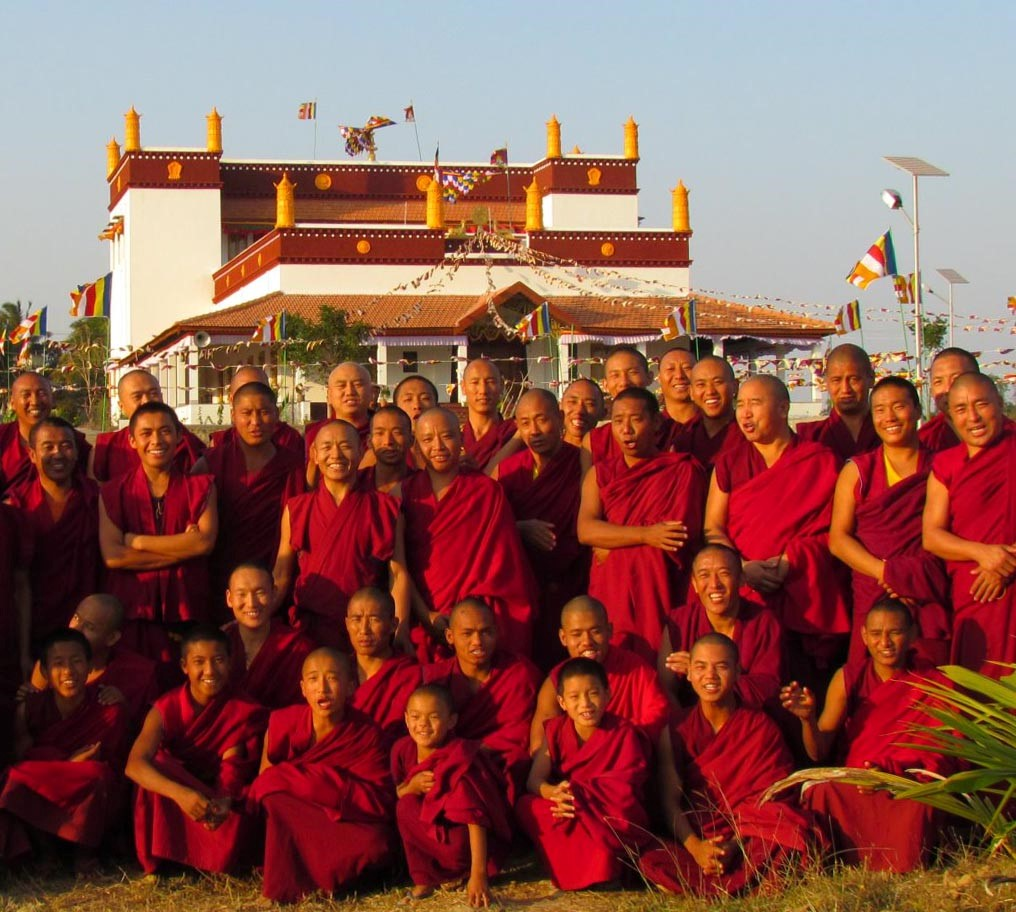

الرهبنة البوذية واحدة من أقدم أشكال الرهبنة المنظّمة الباقية وواحدة من المؤسسات الأساسية للبوذية. الرهبان والراهبات، يُعرفون بيكو وبيكوني، مسؤولون عن الحفاظ على تعاليم بوذا ونشرها وإرشاد البوذيين من عامة الناس. تحكم ثلاثة تقاليد من النظم الرهبانية (ڤينايا)، الحياة الرهبانية الحديثة في التقاليد الإقليمية المختلفة: ثيراڤادا (سريلانكا وجنوب شرق آسيا) ودارماغوبتكا (شرق آسيا) ومولاسارفاستيفادا (التبت ومنطقة الهملايا).

## الاختلافات المحلية
تختلف الممارسات الرهبانية بشكل كبير وفقًا للموقع. جزئيًا، يمكن أن يُعزى هذا إلى الاختلافات في التقاليد الكتابية المقدسة والمذهبية المتلقاة في أجزاء مختلفة من العالم البوذي. بالإضافة إلى ذلك، اعتُمدت امتيازات محلية حسب الظروف الاجتماعية والجغرافية والمناخية من قبل معظم المجموعات الرهبانية من أجل تسهيل اندماج الرهبان في المجتمعات المحلية، ولضمان أن الرهبان يعيشون بطريقة آمنة ومعقولة. في المناخات الباردة مثلًا، يُسمح للرهبان بامتلاك وارتداء ملابس إضافية غير محددة في الكتب المقدسة. في المناطق التي تمنع جولات التسوّل (بسبب حركة المرور أو الجغرافيا أو الكراهية من قبل المجتمع العادي)، يوظِّف الرهبان بشكل عام طاقم مطبخي من الرهبان أو التابعين من عامة الناس لتقديم وجبات للمجتمع.
على الرغم من وجود عدد من تقاليد ڤينايا المتميزة أو السلالات الرهبانية، إلا أن ثلاثة منها فقط نجت حتى يومنا هذا: ثيراڤادا، دارماغوبتكا، ومولاسارفاستيفادا.

### التبت
في التبت، قبل الغزو الصيني في أواخر الأربعينيات وأوائل الخمسينيات من القرن العشرين، رُسِّم أكثر من نصف سكان البلاد الذكور. اليوم، لم يعد الحال كذلك. فبينما يلتزم الرهبان التبتيون عمومًا بتقليد ماهايانا الذي ينادي بفضائل كون الشخص نباتيّ، يأكل الرهبان اللحم بشكل عام نظرًا للظروف المناخية التي تجعل النظام الغذائي النباتي غير ممكن إلى حد كبير. يتّبع الرهبان التبتيون نسَب ڤينايا مولاسارفاستيفادا.
لا يجوز للاما الذي يأخذ على نفسه عهد بيكشو أن يتزوج. تحتوي مدرسة نينغما على خليط من بيكشوس وناسباس غير الأعزبين، ومن الممكن أن يرتدي اللاما أردية تشبه إلى حد كبير الزي الرهباني على الرغم من عدم كونهم بيكشوس. لا تسمح مدرسة ساكيا للرهبان بالاقتراب من النساء بعد إنجابهنّ أطفالًا. شددت مدرسة جيلوغ على أخلاقيات ڤينايا والنظام الرهباني. رفض تشوكي جيالتسن ارتداء ملابس الرهبان بعد أن تزوج. مطلوبٌ أيضًا من رهبان كاغيو العودة إلى الحياة غير الرهبانية لكي يستطيعوا الزواج.

### جنوب شرق آسيا
في سريلانكا وتايلند وكمبوديا ولاوس وميانمار، حيث تسود مدرسة ثيرافادا، هناك تقليد منذ عهد بعيد للترسيم الرهباني المؤقت. خلال استراحة المدرسة، عادة ما يُرسّم العديد من الشباب لمدة أسبوع أو أسبوعين لكسب استحقاق أحبائهم واكتساب المعرفة حول التعاليم البوذية. في معظم البلدان، يحدث هذا الترسيم المؤقت خلال الرياضة الروحية ڤاسا، والتي تعتبر فترة من الجهد الروحي المكثف من قبل البوذيين المحليين. عادة ما يُرسّم الرجال في تايلاند فقط قبل الزواج؛ يمكن للرجال في لاوس وميانمار العودة بشكل تقليدي إلى الدير من وقت لآخر بعد الزواج، شريطة أن يحصلوا على إذن زوجاتهم. من المرجح أيضًا أن يشارك رهبان ثيرافادا في الممارسات التقليدية لجمع الصدقات، على الرغم من أن تمدّن أجزاء من جنوب شرق آسيا (خاصة تايلاند) شكل تحديًا لهذه الممارسة.
في تايلاند، ارتبطت المؤسسة البوذية بشكل تقليدي وبارتباط وثيق بالحكومة وتأسيس الملكية، تطوّر هيكل أكثر هرمية للتعامل مع إدارة الأديرة وتنظيمها. نشأ هذا النظام في البداية من نظام الرعاية الملكية، إذ مُنح الرهبان الذين عُيّنوا رؤساء أديرة «الأديرة الملكية» (أولئك الذين مُنحوا ودُعموا من قبل أفراد العائلة المالكة) احترامًا أكبر من أولئك الذين ترأسوا أديرة أكثر تقليدية. بقي هذا النظام غير منظم إلى حد ما حتى جهود التحديث في القرن التاسع عشر، والتي أُنشئ من خلالها نظام حكم أكثر رسمية من قبل الحكومة المركزية. يُصنّف الرهبان التايلانديون المعاصرون وفقًا لقدرتهم على اجتياز الامتحانات في العقيدة البوذية ولغة بالي، ويُعيّنون في مناصب أعلى في التسلسل الهرمي الكنسي على أساس هذه الامتحانات، وعلى دعمهم أيضًا من قبل الأعضاء المؤثرين في العائلة المالكة والحكومة. يستمر التعامل مع الشؤون المحلية في المقام الأول من قبل المجتمع الرهباني والعلماني المحلي، ولكن تُجرى عادةً الجهود الوطنية (مثل قرارات المناهج للمدارس الرهبانية، والشكل الرسمي للكتب المقدسة والطقوس) من خلال المرتبة المركزية.